# Anatole nomia
Anatole nomia är en fjärilsart som beskrevs av Frederick DuCane Godman 1903. Anatole nomia ingår i släktet Anatole och familjen Riodinidae. Inga underarter finns listade i Catalogue of Life.